# Шубаны
Шубаны (азерб. Şubanı) — посёлок городского типа в Азербайджане, расположенный в административно-территориальном округе посёлка Локбатан, в Гарадагском районе города Баку.

## География
Посёлок Шубаны расположен на Апшеронском полуострове, в 7 км к северу от административного центра Гарадагского района.

## История
В вакуфнаме изданном ширваншахом Фаррух Йассаром в 1491 г. фигурирует населённый пункт «Шейбани». По мнению исследователей, это название происходит от арабского племени шейбани, которое поселилось на территории Азербайджана в период арабского владычества, и из которого происходил основатель династии Ширваншахов — Язид ибн Мазъяд эш-Шейбани. Впоследствии, в результате изменения произношения названия, «Шейбани» приняло форму «Шубани», «Шубаны».
В 1936 году населённый пункт получил статус посёлка городского типа.